# Aérodrome de Brive-Laroche
L'Aérodrome de Brive-Laroche (code IATA : BVE • code OACI : LFBV) était un aéroport situé à 3,5 km à l'ouest de Brive-la-Gaillarde en Corrèze, France.

## Histoire
Bénéficiant des participations de la chambre de commerce de Brive et du département de la Corrèze, la ville de Brive-La-Gaillarde s'engagea          en 1937 dans l'acquisition de 35 ha destinés à constituer l'emprise d'un aérodrome communal.
Le projet de déplacer l'aérodrome de Brive-Laroche car situé près d’une zone commerciale à l’ouest de la ville et qui n’était plus adapté au trafic aérien et à ses normes de sécurité est parti en 1983. L’endroit idéal est trouvé cinq ans après sur une emprise de 200 ha entre Nespouls et Cressensac (Lot) au sud de Brive-La-Gaillarde.
Dans les années 1970, Air Limousin exploitera la ligne vers Brive, reprise par la Compagnie Aérienne du Languedoc (CAL) puis en 1978 par Air Limousin Transports Aériens.
La ligne vers Paris ouvrait en octobre 1990 avec TAT European Airlines et faisait plus de 30 000 passagers en 1991. Cette même compagnie ouvrira une ligne saisonnière vers Londres-Stansted en ATR-42. 
La ligne vers Paris sera reprise par Air Liberté lors de sa fusion avec TAT, puis par AirLib lors de la fusion entre Air Liberté et AOM.
Airlinair reprendra la ligne derrière AirLib le 31 mars 2002. 
L'aéroport accueillait 21 000 passagers annuels en moyenne jusqu'en 2009.
La piste ne permettait d'accueillir que des avions de moins de 50 places et il n'était pas rare que les avions soient détournés vers Limoges ou Aurillac en cas de météo défavorable.
En juin 2010, la fermeture de l'aéroport est définitive et n'accepte plus d'avions.
Le nouvel aéroport de Brive-Vallée de la Dordogne (code IATA : BVE  code OACI : LFSL ) est ouvert en remplacement le 15 juin 2010 ; les vols Airlinair en provenance et à destination de l'aéroport de Paris-Orly ont été transférés dans ce nouvel aéroport.

## Activités
L’aérodrome de Brive - Laroche a fermé ses portes à l’activité commerciale le 15 juin à 07h05 avec le dernier décollage commercial du vol Airlinair A5 220 à destination de Paris - Orly Sud.

## Fouilles archéologiques
Après le rachat des terrains par la communauté d'agglomération de Brive en 2013, les installations sont détruites et laissent place après des fouilles préventives en 2019 à la ZAC Brive-Laroche.
Le site archéologique de Brive-Laroche-Aéroport date du Paléolithique Moyen et présente des similitudes avec les techniques de l'industrie du Moustérien mixte.

## Galerie photographique

### Vues aériennes

Vues aériennes de l'aéroport de Brive - Laroche de 1955 à 2014
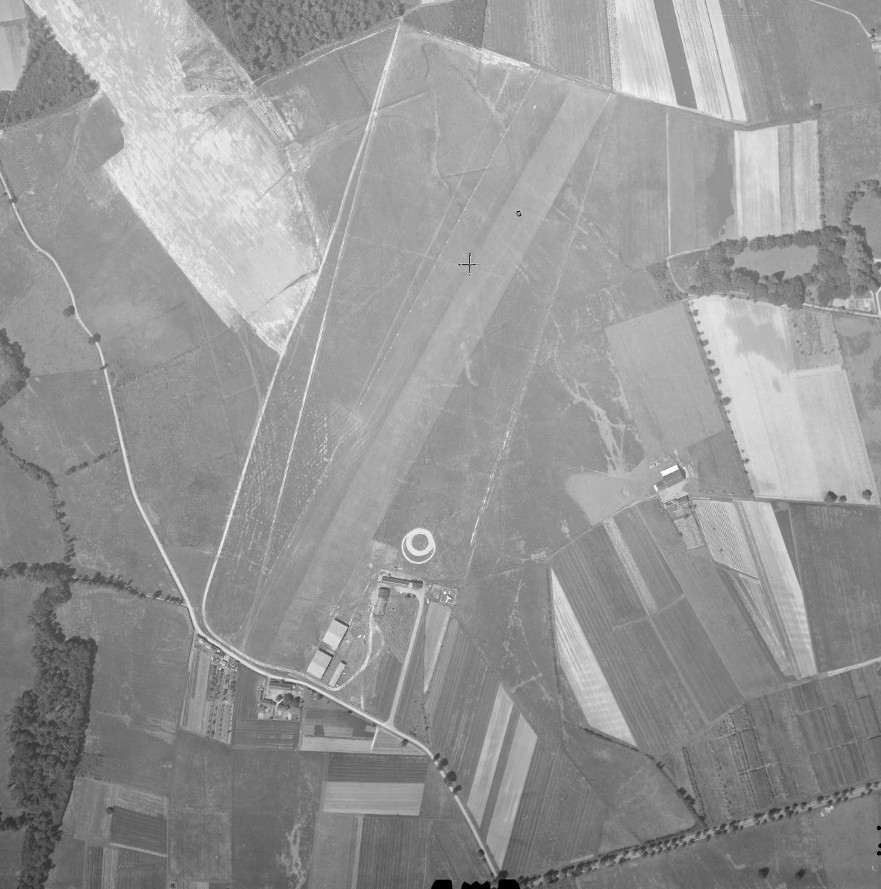
Aérodrome Brive Laroche en 1955.
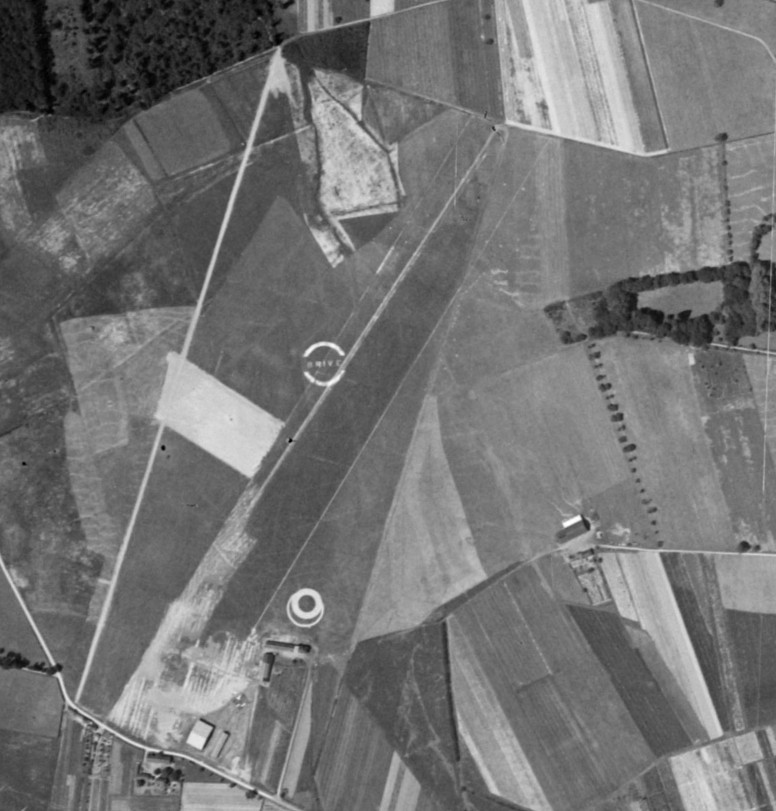
Aérodrome Brive Laroche en 1960.
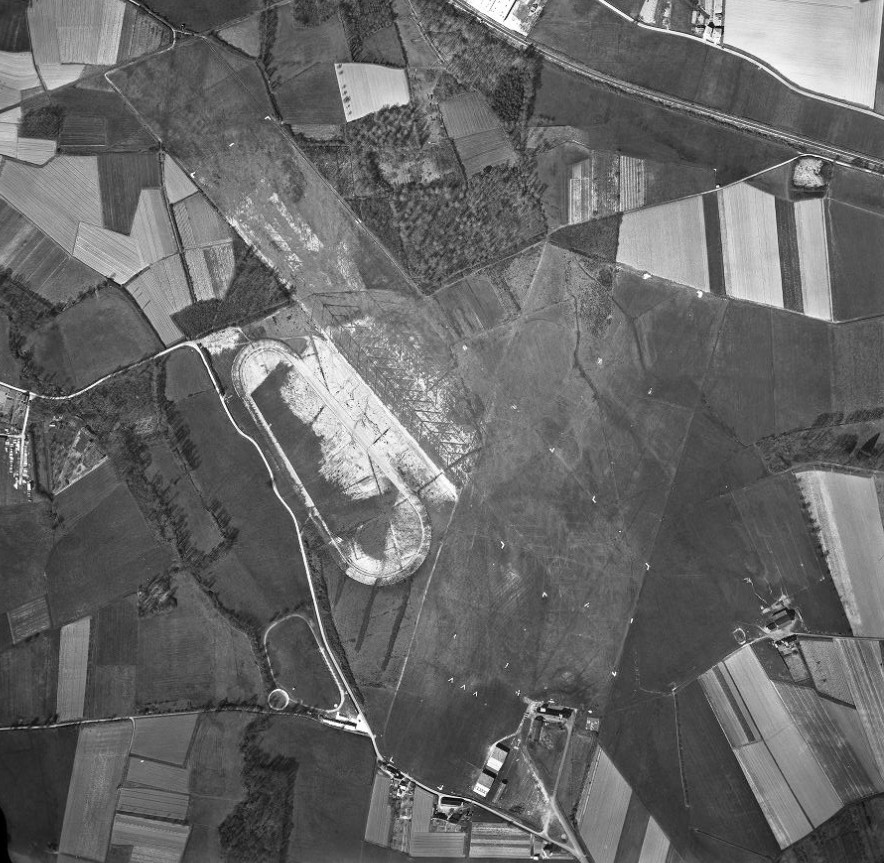
Aérodrome Brive Laroche en 1961.
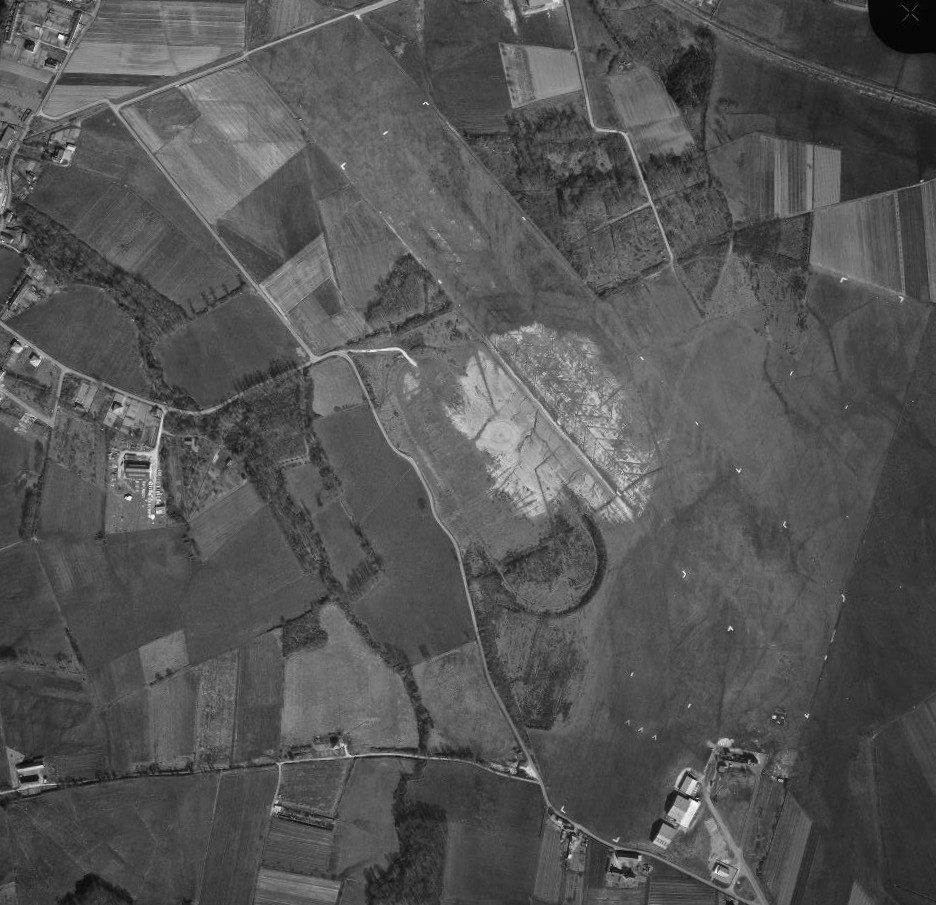
Aérodrome Brive Laroche en 1966.
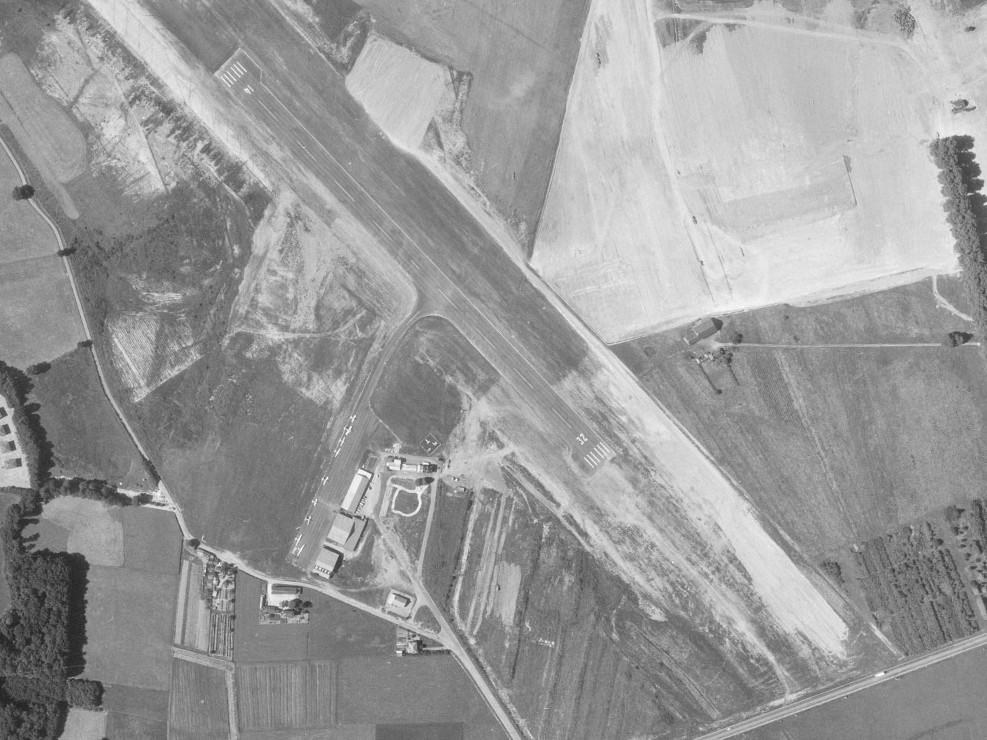
Aérodrome Brive Laroche en 1970.
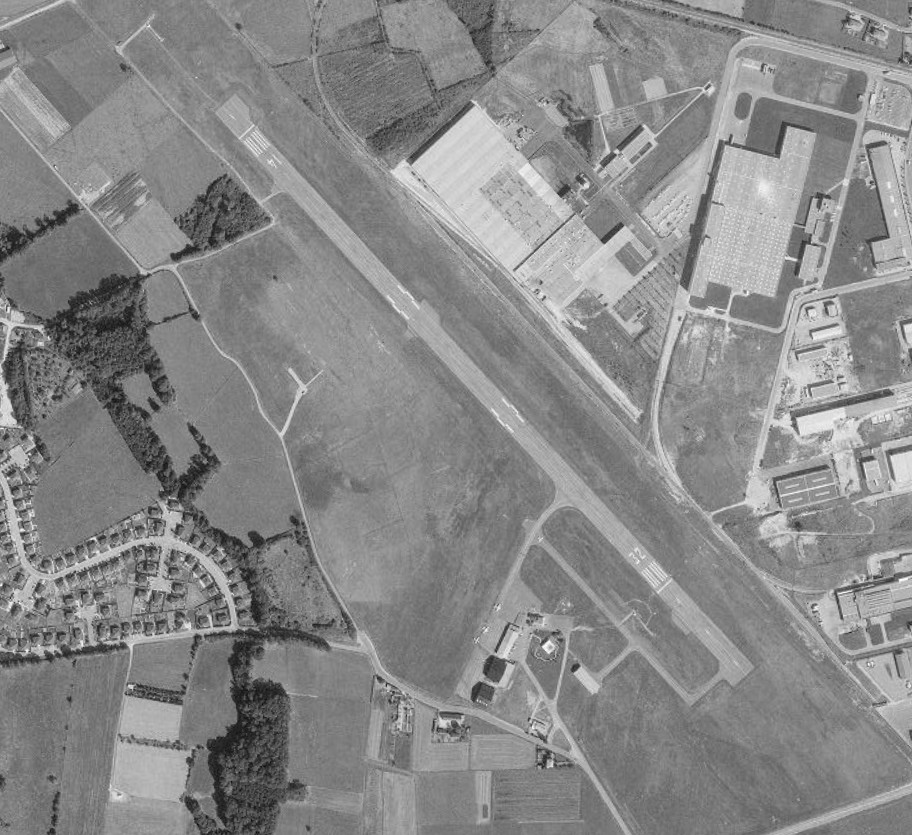
Aérodrome Brive Laroche en 1977.
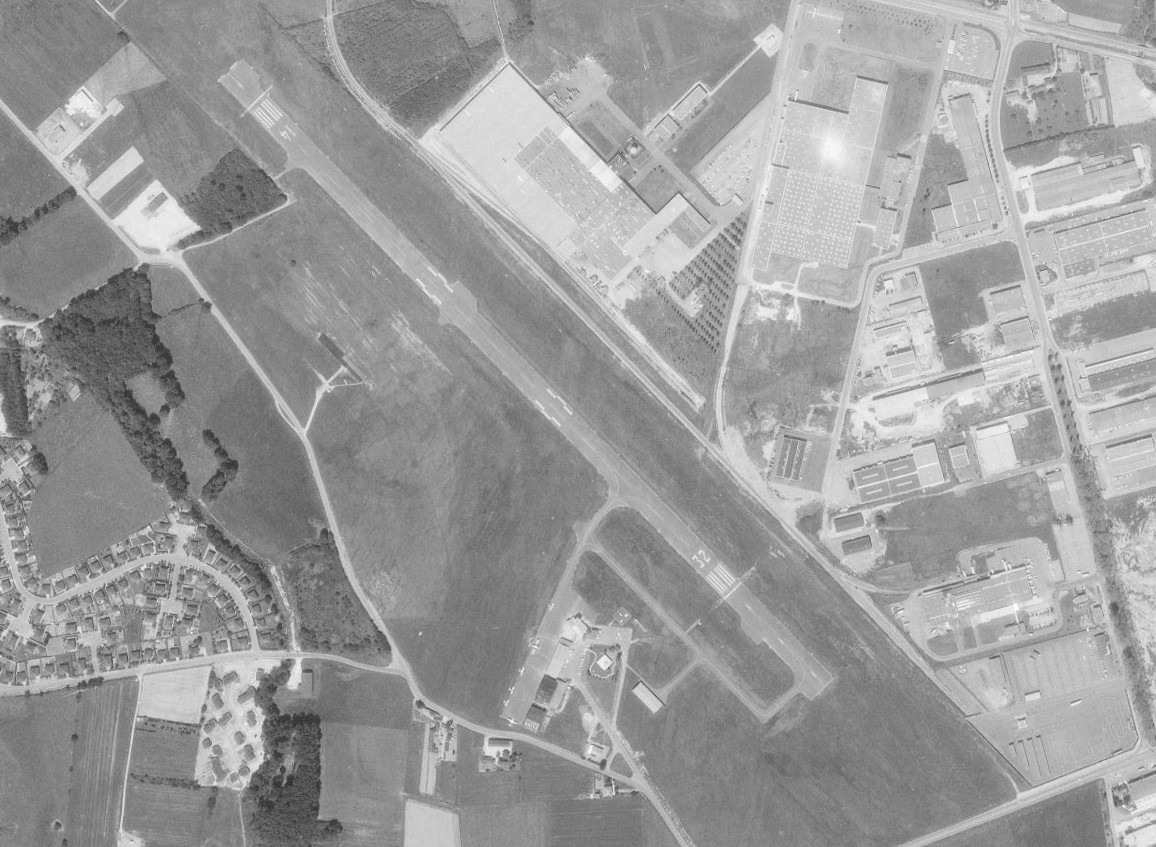
Aérodrome Brive Laroche en 1981.
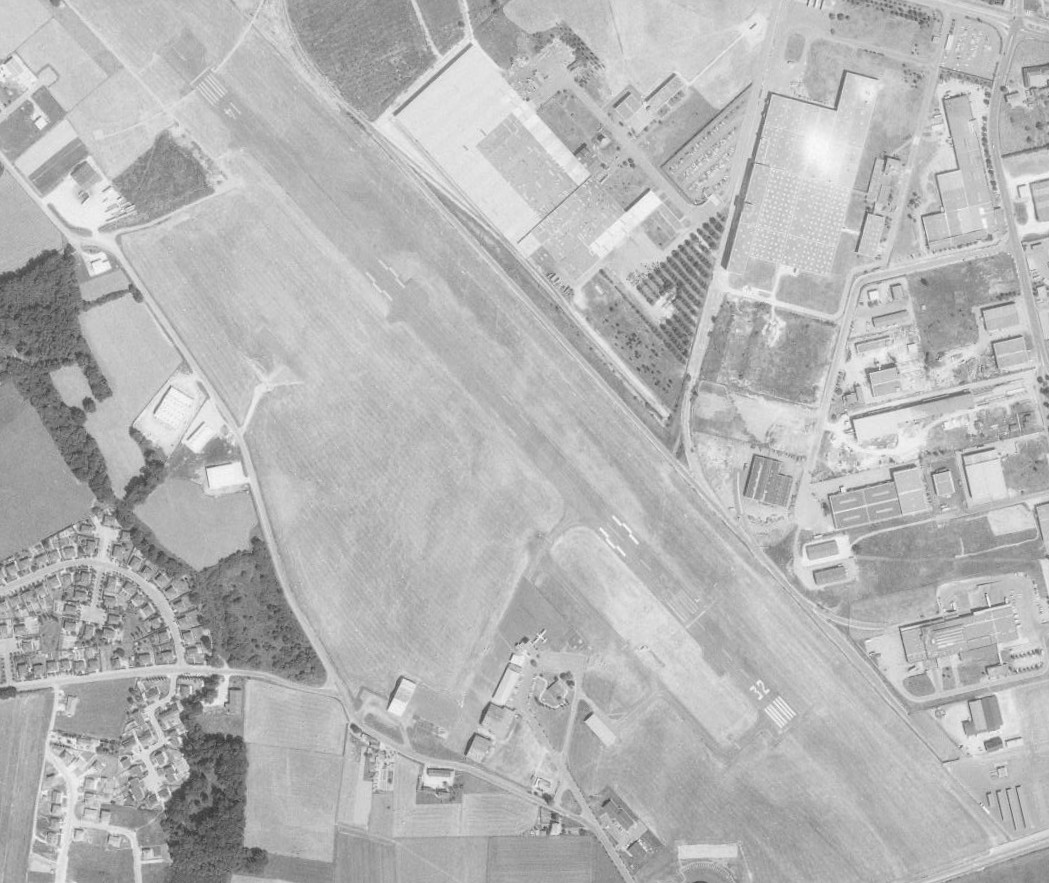
Aérodrome Brive Laroche en 1986.
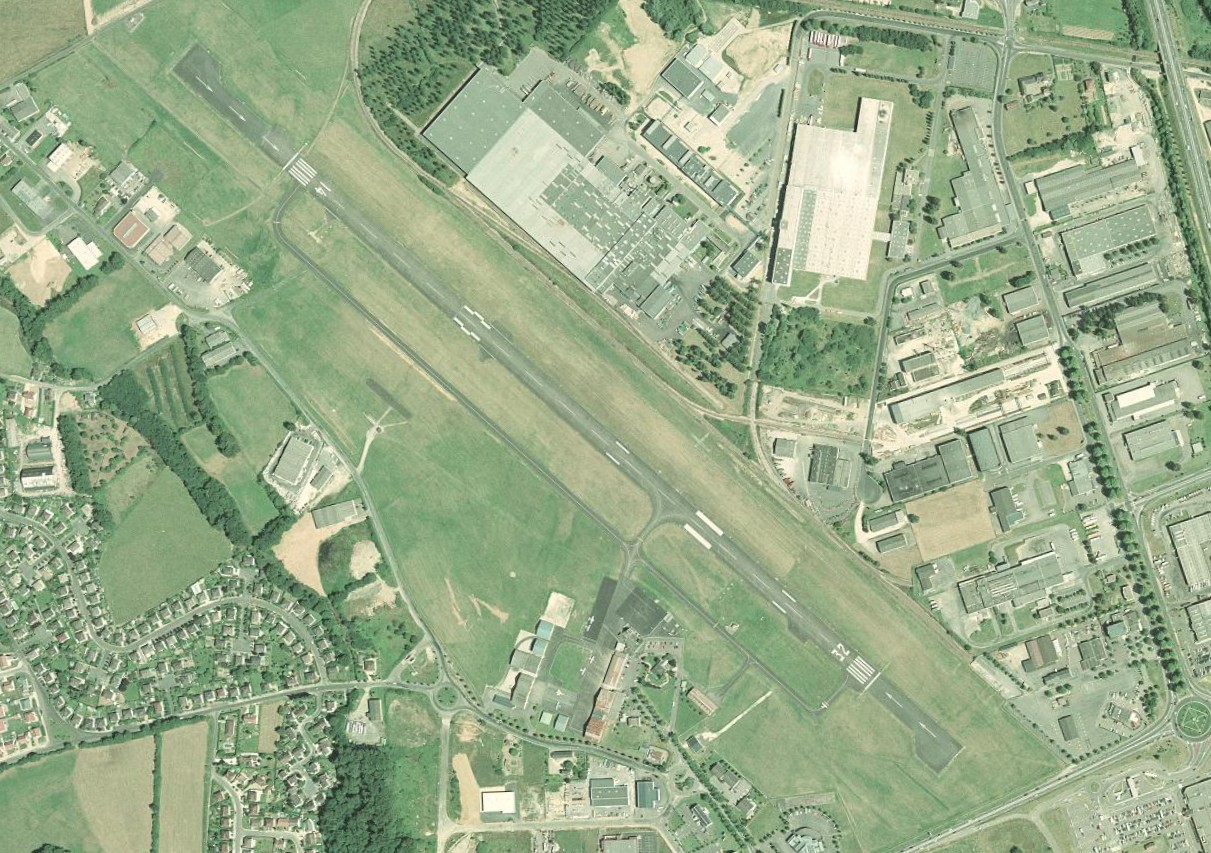
Aérodrome Brive Laroche en 1999.
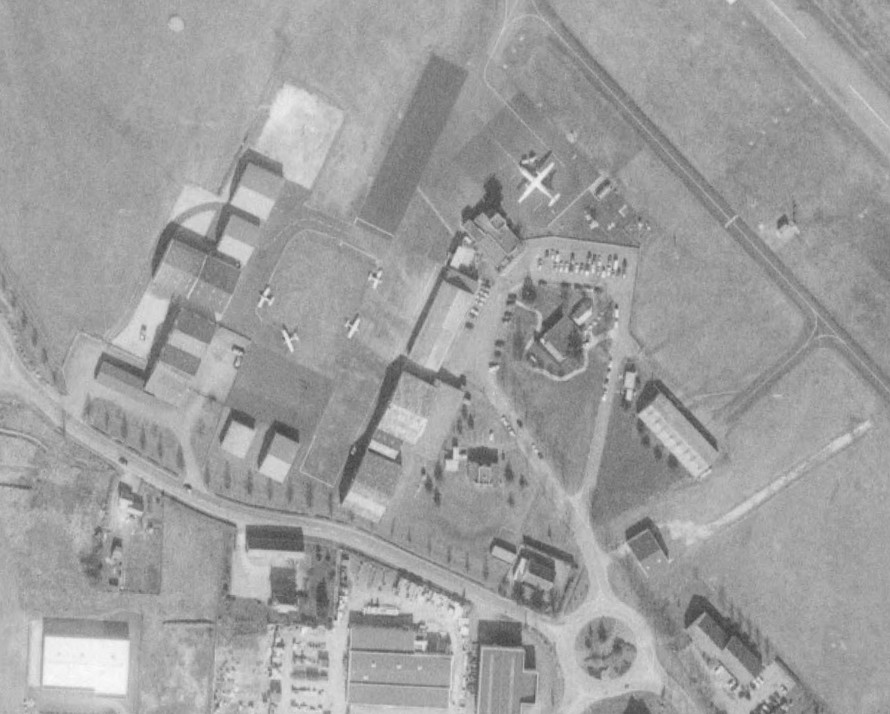
Infrastructures de Brive Laroche en 2000.
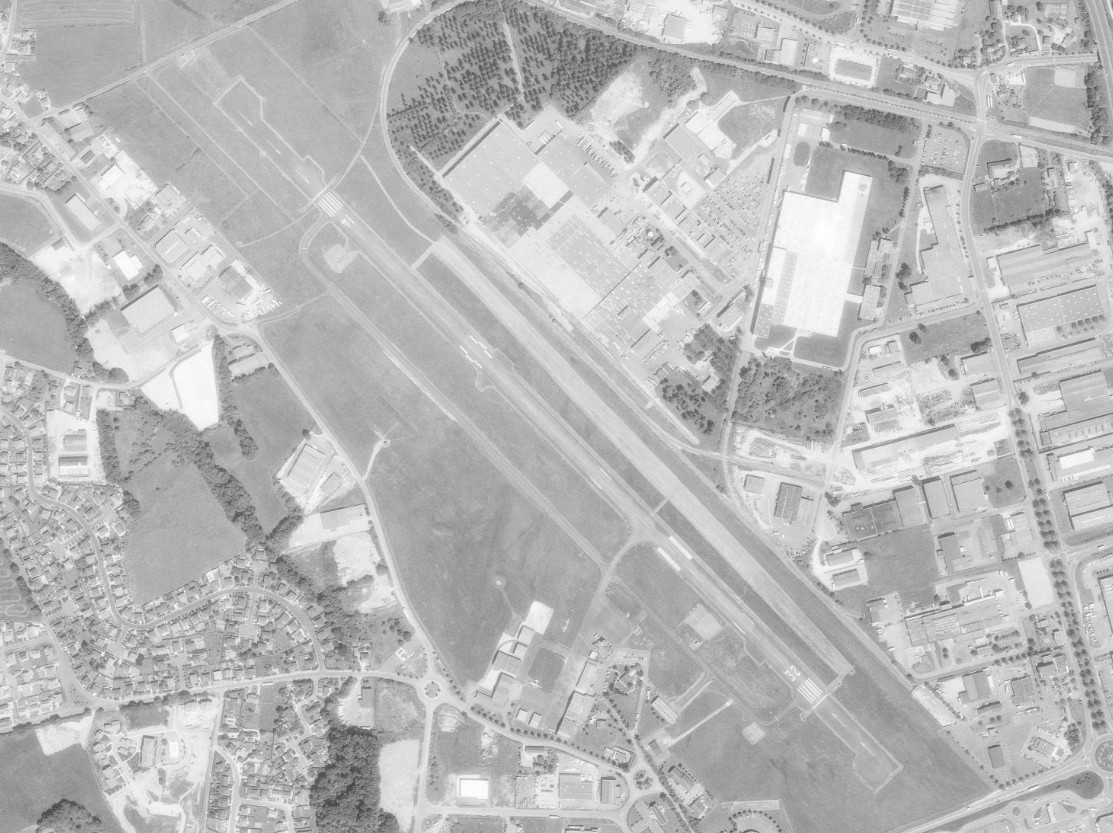
Aérodrome Brive Laroche en 2001.
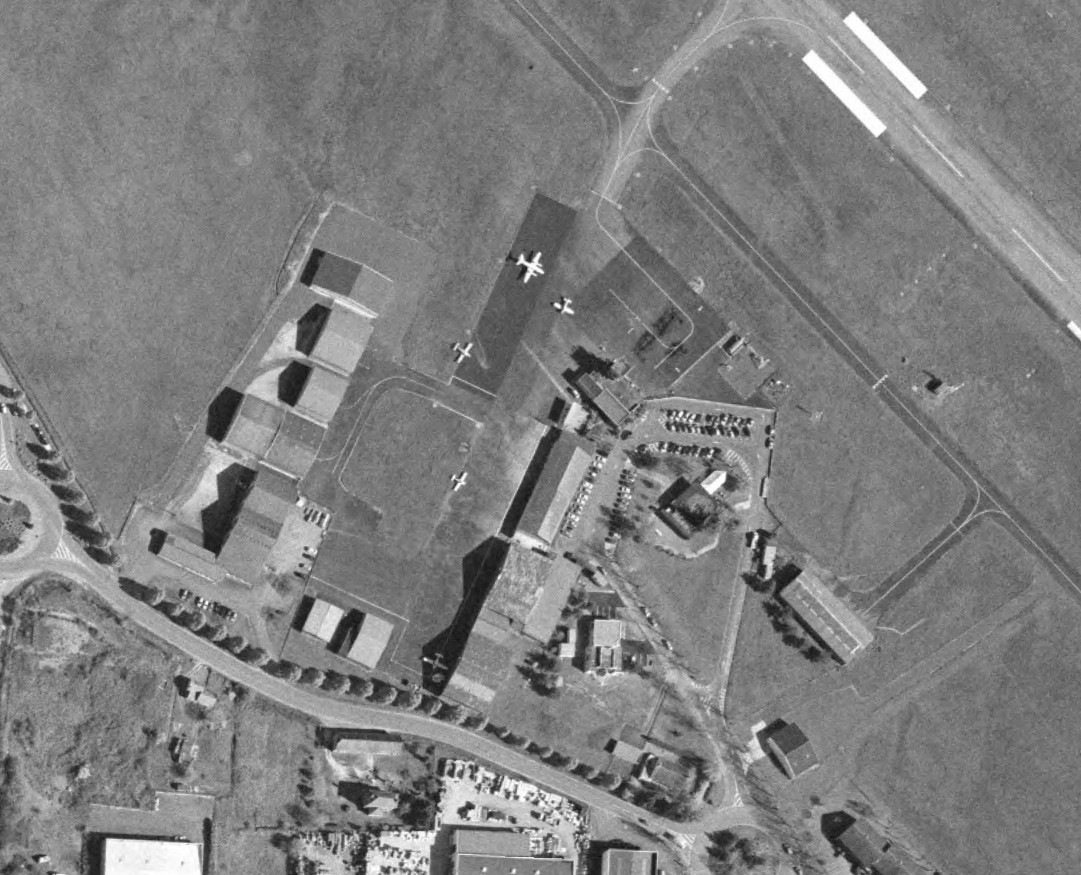
Infrastructures de Brive Laroche en 2006.
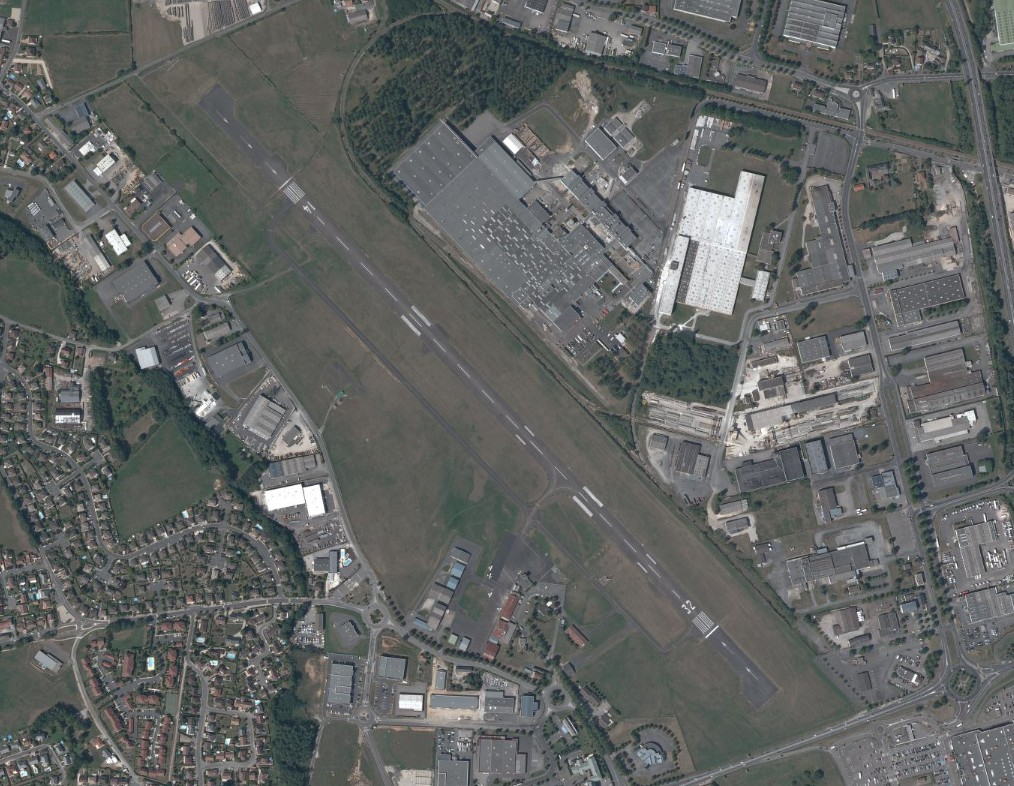
Aérodrome Brive Laroche en 2009.
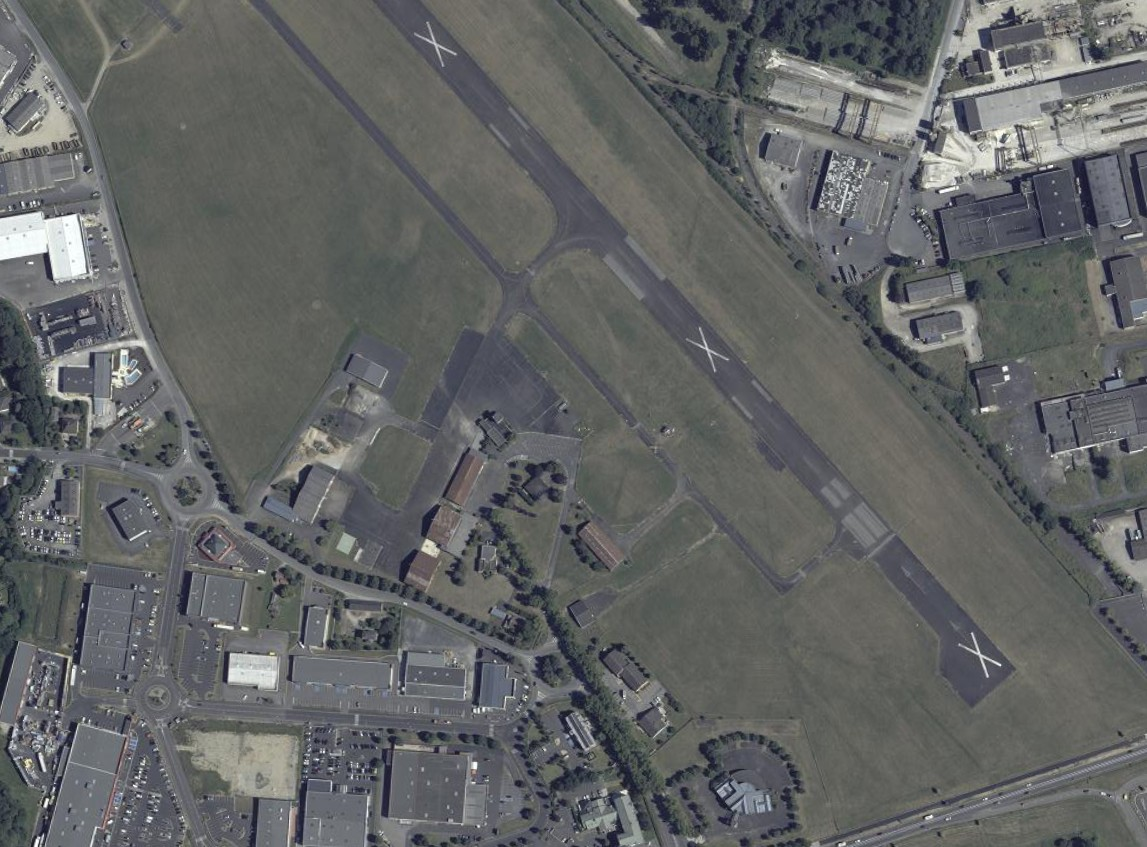
Aérodrome Brive Laroche en 2012 (fermé).
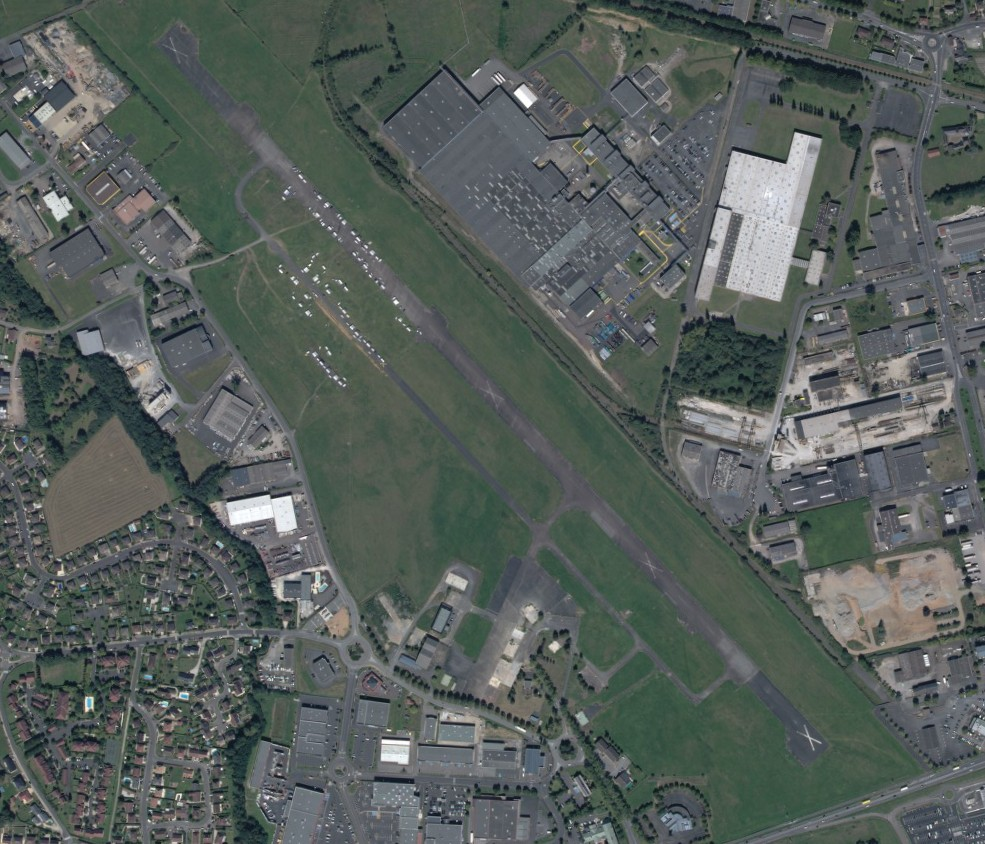
L'ancien aérodrome Brive Laroche en 2014.

## Statistiques
| Année | Passagers | dont low-cost | Mouvements commerciaux | Mouvements non commerciaux |
| ----- | --------- | ------------- | ---------------------- | -------------------------- |
| 2009  | 20 512    | 0             | 962                    | 5 852                      |
| 2008  | 21 631    | 0             | 969                    | 7 561                      |
| 2007  | 22 692    | 0             | 976                    | 8 966                      |
| 2006  | 24 357    | 0             | 1 051                  | 9 541                      |
| 2005  | 24 728    | 0             | 1 133                  | 9 204                      |
| 2004  | 23 125    | 0             | 1 147                  | 10 698                     |
| 2003  | 22 052    | 0             | 1 046                  | 11 575                     |
| 2002  | 21 925    | 0             | 1 283                  | 11 387                     |
| 2001  | 17 679    | 0             | 940                    | 12 033                     |
| 2000  | 35 668    | 0             | 1 332                  | 14 270                     |
| 1997  | 34 001    | 0             | à renseigner           | à renseigner               |